# País del río Seha

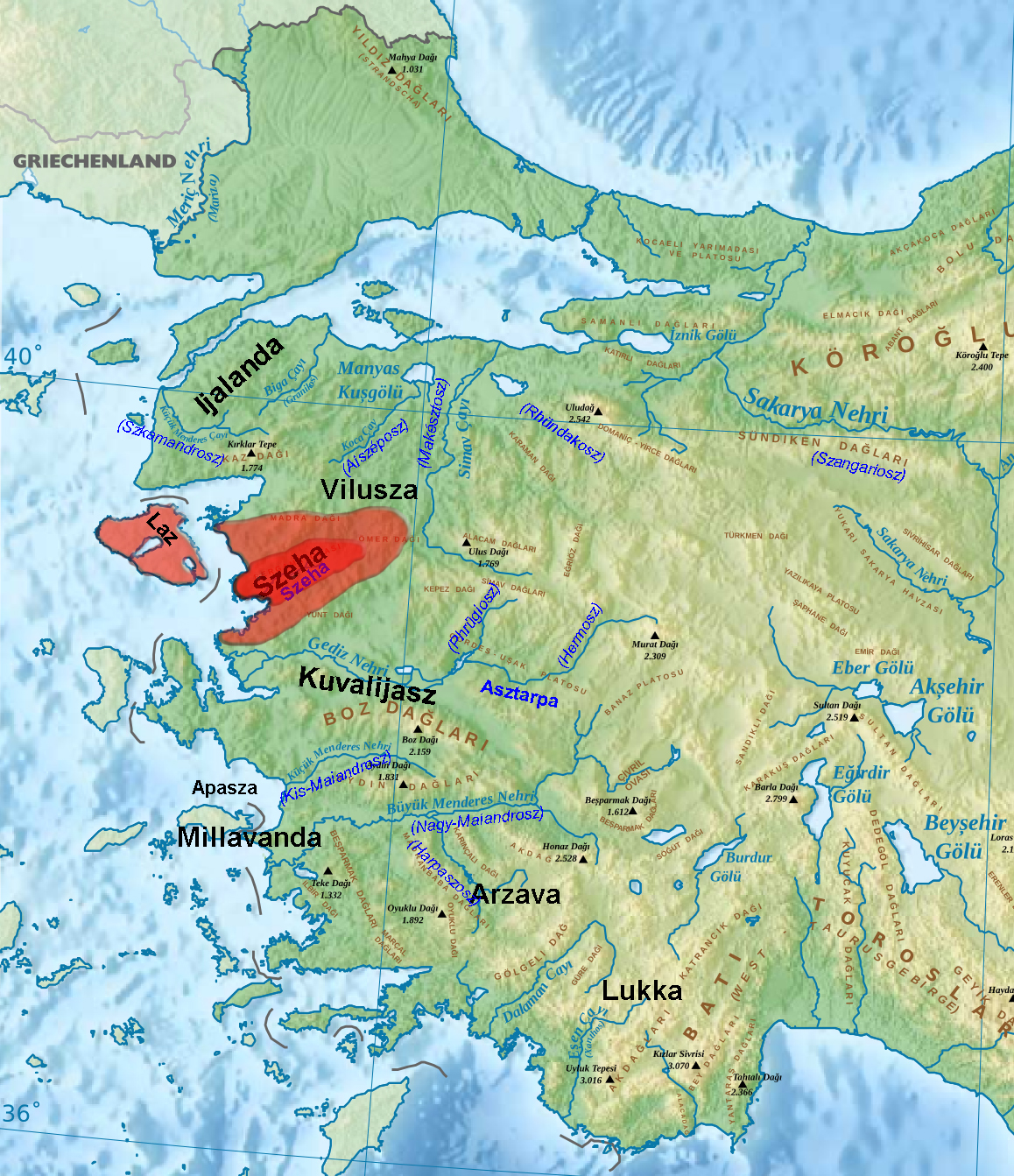
Mapa con la ubicación aproximada del País del Río Seha, al oeste de Anatolia.

El país del río Seha fue un reino de Anatolia oriental, perteneciente a las tierras de Arzawa y tributario de los hititas, que está documentado en fuentes hititas durante los siglos XIV y XIII a. C.

## Ubicación
El país del río Seha estaba situado en las costas egeas de la península anatólica, alrededor del río homónimo que se ha identificado con el Meandro (Menderes), el Hermo (Gediz) y el Caico (Bakir).

## Historia
El primer rey que aparece, a mitad del siglo XIV a. C., se llamaba Muwawalwi. Al morir le sucedió en el trono Manapa-Tarhunta, hijo suyo, que no era el primogénito, lo que provocó la revuelta de su hermano Ura-Tarhunta. Manapa-Tarhunta fue expulsado y tuvo que refugiarse en Karkišša (Caria), donde sus bienes fueron expropiados por el gobernante local. Sin embargo, después el rey hitita Arnuwanda II hizo regalos al gobernante de Karkisa y consiguió reentronizar a Manapa-Tarhunta cuando el impopular Ura-Tarhunta fue derrocado.
Una epidemia causó la muerte a Arnuwanda II en 1319 a. C., y le sucedió su joven hermano Mursili II. Durante este período se había hecho con el poder del reino de Arzawa el rey Uhha-Ziti, subido al trono por Suppiluliuma I, que se rebeló contra los hititas y fue apoyado por Manapa-Tarhunta. Uhha-Ziti y sus dos hijos fueron derrotados por Mursili II, quien al acabar la campaña avanzó por el país del río Seha, donde el rey Manapa-Tarhunta suplicó perdón al rey hitita. Este le perdonó y le confirmó como rey del país del río Seha y de las tierras de Appawiya, mediante un tratado de vasallaje.
Tras esta campaña el territorio del reino de Arzawa se dividió y los reyezuelos de Mira, Hapalla y del país del río Seha firmaron tratados de vasallaje reconociendo al rey hitita como su soberano.
Otro evento destacado conocido del periodo de Manapa-Tarhunta se conoce a través de la llamada Carta de Manapa-Tarhunta. En ella, el monarca del país del río Seha escribe a un rey hitita haciendo mención de que Piyamaradu, aliado con Atpa de Millawanda había atacado la isla de Lazba (Lesbos), y había capturado artesanos o sirvientes del lugar. Manapa-Tarhunta no había podido combatirlo, alegando que estaba muy enfermo. En este contexto, el rey hitita envió un ejército bajo el mando de Gassu al país del río Seha, desde donde atacó Wilusa. Aunque no está claro el motivo de este ataque, se ha sugerido que Wilusa podría haber sido un lugar que apoyaba al rebelde Piyamaradu.
En su duodécimo año de reinado, Mursili II unió por juramento al nuevo rey de Mira, Kupanta-Kurunta, con los de Hapalla y el País del Río Seha tras sofocar la rebelión de É.GAL.PAP y Mashuiluwa de Mira.
Hacia el final del reinado de Muwatalli II, aparece Masturi como rey del país del río Seha. Masturi era probablemente hijo de Manapa-Tarhunta y se casó con Maššanauzzi, hermana de Muwatalli II.
Sin embargo, cuando Urhi-Tesub llegó al trono hitita con el nombre de Mursili III, restableció como rey del país del río Seha a Manapa-Tarhunta. Después, Mursili III fue depuesto por su tío Hattusili III. En este enfrentamiento aparece nuevamente Masturi, del país del río Seha, como aliado de Hattusili III.
A la muerte del rey Masturi, que no tuvo descendencia, ascendió al trono Tarhunaradu, que se alió con el rey de Ahhiyawa e hizo la guerra a los hititas. Tudhaliya IV, rey hitita, dirigió personalmente la campaña contra ellos. Tarhunaradu fue derrotado y se refugió en el monte Harana, pero este lugar fue ocupado por Tudhaliya IV, que le hizo prisionero junto con sus mujeres y otros familiares y le condujo a Arinna. Colocó en el trono a un miembro de la dinastía de Muwawalwi cuyo nombre se desconoce y la situación volvió a la normalidad.

## Lista de reyes
- Muwawalwi
- Manapa-Tarhunta
- Ura-Tarhunta
- Manapa-Tarhunta (segundo reinado)
- Masturi
- Tarhunaradu
- Rey de nombre desconocido de la dinastía de Muwawalwi